# Escuela de Viena de Dermatología
La Escuela de Viena de Dermatología fue un grupo de dermatólogos afiliado a la Universidad de Viena que se convirtió en una referencia importante en el desarrollo de la moderna dermatología en la segunda mitad del siglo XIX. Fue fundada por Ferdinand Ritter von Hebra (1816-1888) con la colaboración de su mentor, Carl Freiherr von Rokitansky (1804-1878) y Carl Wedl (1815-1891), un patólogo con interés en el enfermedades de la piel. Sus alumnos, Isidor Neumann (1832-1906), Stricker Salomon (1834-1898), Heinrich Auspitz (1834-1885), Moritz Kaposi (1837-1902) , todos de la misma generación, y Paul Gerson Unna (1850-1929) y Salomon Ehrmann (1854-1926), continuó la tradición. Unna más tarde se convirtió en el padre de la dermatología alemana. 
Von Hebra inicia la escuela en el servicio de dermatología Hospital General de Viena. La escuela se inspira en los principios de la dermatología científica ya establecidos en Inglaterra por Robert Willan (1757-1812) y Thomas Bateman (1778-1821), y en Francia de Jean-Louis Alibert-Marc (1768-1837), Laurent-Théodore Biett (1781-1840), Pierre Louis Alphée Cazenave (1795-1877) y Pierre François rayer Oliva (1793-1867).